# Cattedrale della Santissima Trinità (Križevci)
La cattedrale della Santissima Trinità (in croato: katedrala Sv. Trojstva) è la cattedrale greco cattolica di Križevci, in Croazia, e sede dell'eparchia di Križevci.

## Storia
La chiesa, già sede di un monastero di monaci agostiniani nel XIV secolo, è stata elevata a cattedrale per decisione di papa Pio VI il 22 giugno 1777 come sede dell'eparchia di Križevci. Nel 1801 subì lavori al fine di adattare la struttura esistente alle esigenze dei vescovi e dei fedeli. Un accurato restauro ha avuto luogo dal 1895 al 1897 sotto la guida dell'architetto Hermann Bollé, in seguito al quale la chiesa ha assunto caratteristiche neogotiche.
La cattedrale è una chiesa a navata unica con pianta a forma di croce. All'interno della cattedrale vi è un'iconostasi con immagini di grande pittori croati.